# Hotel Sheraton (Lissabon)
Das Hotel Sheraton ist ein Luxushotel der Sheraton-Gruppe im Zentrum der portugiesischen Hauptstadt Lissabon.

## Geschichte
Das Hotel wurde in den Jahren 1970/71 nach Plänen des Architekten Fernando Silva an der Avenida Fontes Pereira de Melo errichtet. Ausführender Ingenieur war Nuno Leitão Abrantes.
Das Gebäude verfügt über 30 oberirdische und fünf unterirdische Stockwerke. Mit einer Höhe von 92 Metern war es zum Zeitpunkt seiner Errichtung das höchste Gebäude der Stadt und blieb es bis zur Errichtung der Torres São Rafael/São Gabriel. Mit Stand 2011 ist es das siebthöchste Gebäude Portugals.